# Thomas Løvold
Thomas Løvold (ur. 27 stycznia 1982 w Oslo), norweski curler, wicemistrz olimpijski z 2010.
Løvold jest rezerwowym w drużynie Thomasa Ulsruda, w cyklu World Curling Tour prowadzi także swoją własną drużynę. W curling zaczął grać w 1994.
Podczas kariery juniorskiej zdobył złote medale MŚ Juniorów grupy B w 2002 i 2003. W 2003 reprezentacja Norwegii pod jego przewodnictwem zajęła 4. miejsce MŚ juniorów. W meczu o brąz drużyna przegrała 4:7 ze Szwajcarią (Jan Hauser).  Løvold dwukrotnie występował na zimowych Uniwersjadach. W 2003 zajął 7. miejsce, a w 2009 zdobył srebrne medale przegrywając w finale z Niklasem Edinem.
Løvold po raz pierwszy na arenie międzynarodowej z drużyną Ulsruda wystąpił w 2002. Podczas sześciu turniejów, kiedy był rezerwowym, wystąpił tylko w jednym meczu.
Na Mistrzostwach Świata 2010, podczas nieobecności Ulsruda zagrał cały turniej jako trzeci i wiceskip. Norwegia dotarła do finału i zdobyła tam srebrne medale – ostatni mecz zawodów przeciwko Kanadzie (Kevin Koe) zakończył się wynikiem 3:9. Løvold ze skutecznością 82% był drugi spośród zawodników na tej pozycji.
W Mistrzostwach Europy 2011 Løvold znów był rezerwowym, zagrał w 6 meczach zastępując na drugiej pozycji Christoffera Svae. Norwegowie awansowali do fazy Page play-off, po dwóch wcześniejszych porażkach w finale zrewanżowali się Szwedom (Niklas Edin). Løvold wystąpił w aż 8 meczach na Mistrzostwach Świata 2012. Norwegowie awansowali do fazy finałowej z 3. miejsca Round Robin, ostatecznie zajęli 4. miejsce dwukrotnie przegrywając ze Szwecją (zespół Edina dowodzony przez Sebastiana Krauppa). Thomas był piątym w reprezentacji na Mistrzostwach Europy 2012, Norwegowie zdobyli wówczas srebrne medale.
Na MŚ 2013 Løvold zajął miejsce Torgera Nergårda, który został w kraju z przyczyn rodzinnych. Norwegowie zwyciężając w sześciu z jedenastu meczów uplasowali się na 5. miejscu.

## Drużyna
Zawody Światowej Federacji Curlingu
|                    | Czwarty         | Trzeci           | Drugi             | Otwierający          |
| ------------------ | --------------- | ---------------- | ----------------- | -------------------- |
|                    | Thomas Ulsrud   | Torger Nergård   | Christoffer Svae  | Håvard Vad Petersson |
| MŚ 2010            | Torger Nergård  | Thomas Løvold    | Christoffer Svae  | Håvard Vad Petersson |
| ZU 2007            | Thomas Løvold   | Christoffer Svae | Hans Tømmervold   | Anders Bjørgum       |
| MŚJB 2003 MŚJ 2003 | Thomas Løvold   | Petter Moe       | Christoffer Svae  | Håvard Vad Petersson |
| ZU 2003            | Øystein Sørum   | Thomas Løvold    | Petter Moe        | Hallvard Sørum       |
| 2001/2002          | Thomas Løvold   | Petter Moe       | Christoffer Svae  | Håvard Vad Petersson |
| 2000/2001          | Thomas Løvold   | Petter Moe       | Fredrik Haaland   | Christoffer Svae     |
| 1998/1999          | Thomas Berntsen | Thomas Løvold    | Jan Øivind Hewitt | Petter Moe           |

Zawody z cyklu World Curling Tour
|           | Czwarty       | Trzeci                | Drugi                 | Otwierający          |
| --------- | ------------- | --------------------- | --------------------- | -------------------- |
| 2011/2013 | Thomas Løvold | Thomas Due            | Steffen Walstad       | Sander Rolvag        |
| 2010/2011 | Thomas Løvold | Steffen Walstad       | Markus Snove Hoiberg  | Frode Tobias Bjerke  |
| 2009/2010 | Thomas Løvold | Petter Moe            | Hans Roger Tommervold | Joakim Skogvold      |
| 2007/2008 | Thomas Løvold | Hans Roger Tommervold | Petter Moe            | Anders Bjorgum       |
| 2005/2007 | Thomas Løvold | Petter Moe            | Christoffer Svae      | Håvard Vad Petersson |
| 2003/2004 | Thomas Løvold | Petter Moe            | Havard Espelund       | Bard Riiber Mohn     |